# Tumuli de Grimde
Les tumuli de Grimde, ou tombes de Grunde, sont trois tombes gallo-romaines situées à Grimde, un ancien hameau faisant actuellement partie de Tirlemont.
Les tumuli ont chacun une surface de 7 a 20 ca et ont une hauteur de 8 à 12 m. Ils sont boisés d'arbres et de buissons.
Les trois tumuli sont répertoriés sur les cartes de Ferraris de 1777 sous le nom de Tombes de Grunde, ancien nom du hameau de Grimde.

## Fouilles
Les tumuli datent probablement du Ier ou IIe siècle apr. J.-C. Des fouilles ont été entreprises le 10 octobre 1892 à l'initiative du baron Alfred de Loë. Dans le troisième tumulus fut découvert un lingot d'or portant sur le côté l'inscription MPRO BIVS BVR RVS, signifiant Marcus Probius Burrus, appelé également Marcus Probius le Roux.
La deuxième tombe était entièrement vide. Par contre d'importantes découvertes furent faites dans la première. Outre des éclats de bronze, de fer, d'ivoire, de verre et de céramique, on y trouva un vase en argent, un médaillon en bronze (fibula circularis), un anneau de fiançailles (anulus pronobus) portant l'inscription Concordi communum, abréviation de concordiae communi (en mémoire de notre engagement).
La pièce maîtresse était néanmoins un camée qui aurait été réalisé par le Grec Dioscorides. Il s'agit d'une pierre de sardonyx en trois couches de couleurs différentes avec un encadrement en or. Sur le camée figure, sur fond rouge foncé, le portrait en relief blanc d'un jeune homme. Il fut supposé que ce portait était celui du jeune empereur Auguste.
Le 27 septembre 1894 le camée fut vendu au Baron Edmond de Rothschild de Paris pour la somme fabuleuse à l'époque de 30 000 francs belges. En 1940 la valeur en fut estimée à un demi million de francs belges.
Durant la Seconde Guerre mondiale, le maréchal Hermann Göring fit confisquer des objets appartenant aux Rothschild pour sa collection personnelle. Après la guerre bon nombre de ces objets furent retrouvés dans les mines autrichiennes. Une partie des objets disparus retrouva son propriétaire au Waddesdon Manor, y compris le camée et l'anneau de fiançailles.
Au Waddesdon Manor, qui depuis 1957 fait partie du National Trust personne ne savait toutefois d'où venaient ces bijoux. Les objets se trouvaient encore dans leur boîtier d'origine mais portaient un numéro nazi, commençant avec un R. Les pièces romaines restèrent encore quelque temps propriété de la veuve de James de Rothschild. Elle les remit en 1971 au National Trust. À la demande du National Trust ils furent soumis à une étude par des experts anglais du British Museum, qui les datèrent des Ier et IIe siècles. Ces pièces furent identifiées par une historienne de la ville de Tirlemont.
|  |  |